# 溫莎 (伊利諾伊州默瑟縣)
溫莎（英語：Windsor）是位於美國伊利諾伊州默瑟縣的一個村落。

## 地理
溫莎的座標為41°12′06″N 90°26′38″W / 41.20167°N 90.44389°W，而該地最高點為海拔高度244米（即801英尺）。

## 人口
根據2010年美國人口普查的數據，溫莎的面積為1.13平方千米，當中陸地面積為1.13平方千米，而水域面積為0.00平方千米。當地共有人口748人，而人口密度為每平方千米661人。